# Duncan II. Skotský
Duncan II. (před rokem 1060 – 12. listopadu 1094) byl krátkou dobu král Skotska (Alby). Byl synem Malcolma III. a jeho první ženy Ingebjorg Finnsdotter.
Roku 1072 se Duncan dostal jako rukojmí na dvůr anglického krále Viléma I., kde strávil mnoho let. Jeho otec, který měl mnoho synů, nejevil přílišný zájem o to, aby ho dostal ze zajetí. V době vlády Viléma II. byl spíše součástí dvora, než zajatcem.
Duncanův otec jmenoval svým nástupcem jeho nevlastního bratra Eduarda. Ten ale spolu se svým otcem zahynul roku 1093 při tažení do Northumbrie. Malcolmovým nástupcem se tak stal jeho bratr Donald a Malcolmovi synové odešli za Duncanem do Anglie.
Vilém II. Duncana podpořil v jeho snaze domoci se skotského trůnu, ale protože plánoval výpravu do Normandie, jeho pomoc byla nepřímá. S podporou anglonormanských spojenců a zřejmě i svého staršího bratra porazil na počátku léta 1094 Donalda, ale protože měl malou podporu na severu země, byl závislý na svých normanských, anglických a northumbrijských spojencích.
Vzpoura, která vypukla na konci roku 1094, byla především směřována vůči Duncanovým normanským spojencům, než proti němu samotnému. Mnozí z jeho spojenců byli zabiti a zbytek odeslán ze země, pro uklidnění situace. Donaldovi přátelé se rychle chopili příležitosti a v listopadu byl Duncan zabit. Byl pochován v Dunfermlinském opatství.